# Jan Reichmann
Jan Reichmann (25. dubna 1885 Praha – 12. prosince 1943 Chicago, Spojené státy americké) byl český spisovatel, překladatel, publicista a diplomat. Používal také křestní jména Hans nebo John.

## Život
Narodil se v rodině úředníka Josefa Reichmanna (1850) a Elišky rozené Hájkové (1844).
Po skončení gymnázia na Královských Vinohradech roku 1904 začal studovat germanistiku na Karlově univerzitě v Praze. Svá studia dokončil roku 1911 obhajobou disertační práce Přírodní pocit a cit v lyrice Gottfrieda Kellera. Vydal rovněž několik delších statí na téma vztahů mezi hudbou a literaturou. Přispíval například do literárního a kulturního časopisu Novina a pro časopis Světozor překládal především německou literaturu.
Působil v diplomatických službách v Japonsku a v USA. Později pracoval v Chicagu jako redaktor listu Svornost, věnoval se právním a obecně kulturním otázkám a podílel se na zprostředkovávání kulturních vztahů mezi USA a Československem. Překládal z angličtiny, francouzštiny a němčiny. Zemřel roku 1943 v Chicagu.

## Výběrová bibliografie

### Vlastní práce
- Dr. Eduard Beneš, Praha: František Topič 1919
- Fašismus, Praha: Ladislav Šotek 1923
- Japonsko: tři kapitoly o jeho moderním vývoji, Praha: Lidová tribuna 1924

### Překlady z angličtiny
- George Moore: Zpovědi mladého muže, Praha: František Adámek 1910
- William Thomas Beckford: Kalif Vathek, Praha: František Adámek 1911
- Walter Pater: Renaissance: studie o umění výtvarném a poesii, Praha: Spolek výtvarných umělců Mánes 1913
- George Moore: Konec Marie Pellegrinové, in: 1000 nejkrásnějších novel... č. 89. Praha: J. R. Vilímek 1915
- Oscar Wilde: Svatá kurtizána čili, Žena pokrytá drahokamy, Praha: Jan Otto 1917
- T. G. Masaryk: Das Problem der kleinen Völker in der Europäischen Krisis – Praha: Otto Girgal, 1922

### Překlady z francouzštiny
- Maurice Barrès: Věčné rysy Francie, Praha: Otto Girgal 1919
- Louis Eisenmann: Slovanská vzájemnost, Praha: Otto Girgal 1919
- Charles Rivet: Poslední Romanovec: car a jeho dvůr, Praha: Otto Girgal 1919
- Émile Haumant: Německý útok a ruské válečné cíle, Praha: Otto Girgal 1919
- Henri-Robert: Maršál Foch, Praha: Otto Girgal 1919
- Edvard Beneš: K budoucímu míru, Praha: Otto Girgal 1919
- Edvard Beneš: Zničte Rakousko-Uhersko: utrpení Čechů a Slováků v dějinách, Praha: Tiskové a vydavatelské družstvo československých socialistů 1920
- Jules Chopin: Pro novou evropskou rovnováhu: výbor statí z let 1913–1919. Praha: Památník odboje, 1925